# Women Film Critics Circle
Le Women Film Critics Circle (WFCC) est une association de 60 femmes critiques qui évoluent dans la presse, en radio et sur les chaînes de télévision.
En 2004, l'association créé les Women Film Critics Circle Awards (WFCC Awards) qui récompensent les films de l'année.

## Catégories de récompense
- Meilleur film à propos des femmes
- Meilleure réalisatrice
- Meilleur acteur
- Meilleure actrice
- Meilleure jeune actrice
- Meilleure actrice de comédie
- Meilleure scénariste
- Meilleur film étranger réalisé par une femme ou à propos des femmes
- Meilleure image de la femme
- Meilleure image de l'homme
- Pire image de la femme
- Meilleur film réalisé théâtralement fait par une femme ou à propos des femmes
- Meilleure égalité des sexes
- Meilleur film d'animation féminin
- Meilleur film familial
- Meilleur documentaire fait par une femme ou à propos des femmes
- Meilleur travail féminin
- Meilleur couple à l'écran

## Récompenses spécifiques
- Lifetime Achivement Award
- Acting and Activism Award
- Adrienne Shelly Award pour un film qui dénonce le plus passionnément la violence faite aux femmes
- Joséphine Baker Award pour le meilleur hommage à une femme de couleur aux États-Unis
- Karen Morley Award pour le meilleur hommage fait à une femme dans l'histoire ou la société et sa courageuse quête d'identité
- Courage in acting pour avoir incarné des rôles non conventionnels qui redéfinissent radicalement l'image de la femme au cinéma
- The Invisible Woman Award pour la performance d'une femme dont l'exceptionnel impact a été ignoré
- WFCC Award de la pire honte pour un film ou une personnalité qui fait reculer la lutte pour l'égalité des femmes